# Sphaerozysten
Sphaerozysten oder Sphaerocysten sind kugelige Zellen im Gewebe von Pilzfruchtkörpern. Sie kommen unter anderem im Velum von Amanita-Arten vor. Charakteristisch ist das Vorhandensein von Sphaerozysten im Gewebe von Fruchtkörpern der Russulales, besonders von Täublingen und Milchlingen, was zu dem charakteristischen apfelartigen Bruchverhalten führt, wovon die Bezeichnung Sprödblättler abgeleitet ist.